# Amphilophium scabriusculum
Amphilophium scabriusculum là một loài thực vật có hoa trong họ Chùm ớt. Loài này được (Mart. ex DC.) L.G.Lohmann mô tả khoa học đầu tiên năm 2010.